# 1053 в Україні
1053 в Україні — це перелік головних подій, що відбулись у 1053 році на території сучасних українських земель.

## Особи

### Народились
- Олег Святославич, князь володимирський (1074—1077 рр.), тмутороканський (1083—1094 рр.), чернігівський (1094—1096 рр.), сіверський (1097—1115 рр.) з династії Рюриковичів; син київського князя Святослава Ярославича, онук Ярослава Мудрого, засновник роду Ольговичів, батько чернігівського князя Олега Святославича (пом 1 серпня 1115).
- Володимир Всеволодович (Володимир II Мономах), Великий князь київський (1113—1125 рр.) з династії Рюриковичів, онук Ярослава Мудрого[1] (пом. 19 травня 1125).